# 巴克里弗 (密歇根州)
巴克里弗（英語：Bark River）是位於美國密歇根州德爾塔縣的一個非建制地區。

## 地理
巴克里弗所處的海拔為高於海平面226米（即741英呎），而該地所採用的時區為UTC-5，即北美东部時區（EST）。同時該地設有夏令時間，為UTC-5調快一小時，即UTC-4（EDT）。